# Festival Eurovisão da Canção 1987
O Festival Eurovisão da Canção 1987  (em inglês: Eurovision Song Contest 1987, em francês: Concours Eurovision de la chanson 1987 e em holandês: Eurovisiesongfestival 1987) foi o 32º Festival Eurovisão da Canção e realizou-se em 9 de maio de 1987 em Bruxelas. Pela premira vez, o Festival coincidiu com o Dia da Europa, justamente no ano em que se comemoravam os 30 anos da assinatura dos Tratados de Roma, embrião da Comunidade Económica Europeia. A apresentadora foi Viktor Lazlo. Foi com uma típica balada irlandesa que Johnny Logan se sagrou vencedor do Festival Eurovisão da Canção de 1987. Johnny Logan já tinha participado e vencido em 1980, tornando-se assim no primeiro concorrente a ganhar duas vezes este certame.

## Local

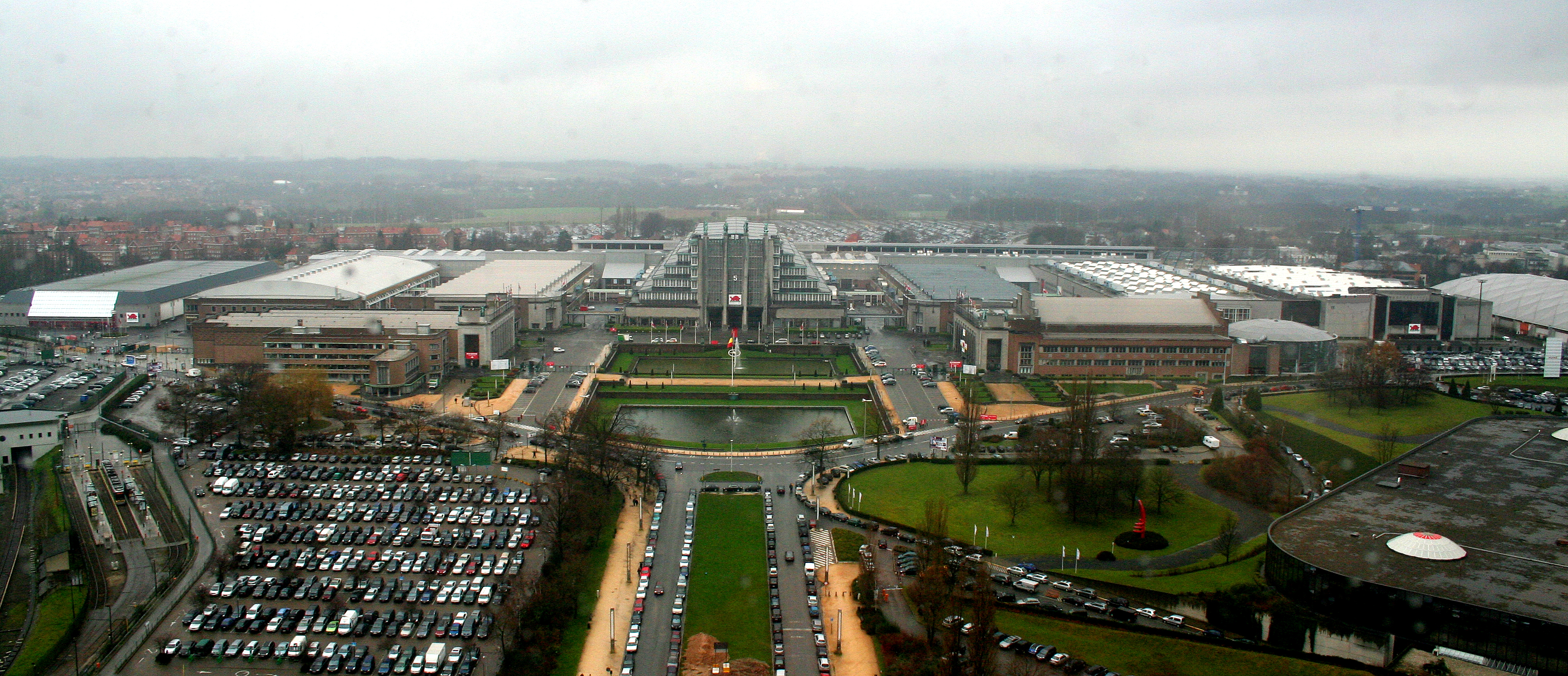
O Palais du Centenaire, em Bruxelas.

O Festival Eurovisão da Canção 1987 ocorreu em Bruxelas, na Bélgica. Bruxelas é a capital de facto da União Europeia (UE) e a maior área urbana na Bélgica. É composta por 19 comunas, incluindo a Cidade de Bruxelas, propriamente dita, que é a capital da Bélgica, Flandres e da Comunidade francesa da Bélgica. Bruxelas cresceu de uma fortaleza no século X, fundada por um descendente de Carlos Magno, para uma metrópole de mais de um milhão de habitantes. A área metropolitana da cidade tem uma população de mais de 1,8 milhões de habitantes, tornando-a maior da Bélgica. Desde o final da Segunda Guerra Mundial(1939-1945), Bruxelas foi um importante centro de política internacional. A presença das principais instituições da União Europeia, bem como a sede da Organização do Tratado do Atlântico Norte (Otan) fez da cidade uma casa poliglota de muitas organizações internacionais, políticos, diplomatas e de funcionários públicos. Embora historicamente seja uma região de falantes do neerlandês, Bruxelas tornou-se uma cidade com cada vez mais falantes da língua francesa ao longo dos séculos XIX e XX. Hoje a maioria dos habitantes são nativos falantes do francês, embora ambas as línguas tenham estatuto oficial. Tensões linguísticas continuam e as leis de linguagem dos municípios em torno de Bruxelas são um tema de muita controvérsia na Bélgica.
O festival em si realizou-se no Palais du Centenaire, área no norte de Bruxelas, conhecida por ter sido o local da Exposição Universal de 1935 e da Expo 58.

## Formato
Esta foi a maior edição até então: 22 países participantes, contando com o regresso da Itália e da Grécia. De todos os países participantes até então no certame, apenas Malta, Marrocos e Mónaco não participaram na edição de 1987.
Inicialmente, a RTBF e a VRT iriam organizar a edição em conjunto. No entanto, devido a desentendimentos entre as duas emissoras, a VRT decidiu não co-organizar, deixando a RTBF sozinha na organização. O orçamento necessário era tão importante que uma nova lei teve que ser adotada, permitindo o uso de publicidade para financiar os canais públicos belgas. Foi a primeira vez que patrocinadores ajudaram a fazer o concurso e apareceram na tela. Apesar de a RTBF ser o canal televisivo organizador do festival, não teve a responsabilidade de escolher o seu representante, cabendo à VRT essa escolha. Este facto ocorreu devido à partilha da participação no Festival Eurovisão da Canção, por parte dos dois canais belgas que intercalam anualmente as suas participações. Assim, a RTBF foi o único canal a organizar o festival sem ter o seu representante nessa mesma edição.
A canção israelita, "Shir habatlanim", causou polémica devido ao seu conteúdo humorístico, tendo a atuação sido criticada pelo Ministro da Cultura.
O título original da canção sueca era "Fyra Bugg Och en Coca-Cola" (Quatro pastilhas e um coca-cola), no entanto a EBU impôs uma mudança no tema devido à publicidade à famosa marca de refrigerantes "Coca-Cola". Assim o título foi alterado para "Boogaloo" e onde se ouvia "Fyrabugg och en coca-cola" passou a ouvir-se "Boogaloo, dansa rock'n rolla". 
O núcleo da equipa técnica foi formado por Jacques Bourton (endereço), Michel Gehu (produtor executivo), Daniel Georges (cenário) e Jo Carlier (direção musical). 

## Visual
A abertura da competição começou com uma animação por computador. O logótipo do concurso apareceu no espaço estrelado, logo juntou-se o foguete lunar projetado por Hergé em "Objetivo Lua" e o avião de "O Caranguejo das Tenazes de Ouro". O avião então mergulhou na atmosfera e nuvens, lançando um vídeo turístico da Bélgica. Isso terminou com uma vista do Palais du Centenaire.
A câmera então revelou a orquestra e o palco. Viktor Lazlo fez sua entrada e desceu as escadas enquanto cantava "Breathless". Ela então fez as apresentações, lembrando que, aquele dia, se tratava do aniversário da Declaração Schuman, e do 30º aniversário da União Europeia.
A orquestra, dirigida por Jo Carlier, ficava à esquerda do palco, num espaço reservado. O palco construído pela RTBF, inspirado em formas geométricas tridimensionais, respondeu a uma estética vanguardista e rompeu com a cenografia dos anos anteriores. A tecnologia de iluminação incorporou como principal novidade o uso de lasers, que, apesar de terem sido utilizados em tempo útil nalguma edição anterior, adquiriram especial destaque nesta ocasião.
A apresentadora foi Viktor Lazlo, que falou aos espectadores em inglês e francês. 
Os cartões postais consistiam em vídeos turísticos da Bélgica, terminando com a bandeira do país participante. Em seguida, a bandeira foi substituída por um quadradinho de banda desenhada, na qual estava escrito na língua nacional do país: "Para [nome do país], com amizade". Finalmente, os intérpretes se moveram para dentro do quadradinho , antes de saudar os telespectadores. Viktor Lazlo então apresentou os intérpretes e maestros, dando algumas explicações adicionais sobre eles e segurando na sua mão uma reprodução em miniatura da bandeira dos países participantes.
O intervalo foi por um vídeo dedicado às conquistas da União Europeia. As estrelas da bandeira europeia podiam ser vistas viajando através do continente, através de suas paisagens e locais culturais, enquanto que, em paralelo, bailarinos executavam balé contemporâneo. O vídeo começou e terminou com uma cena do músico Marc Grauwels, que tocou variações no estilo da flauta sobre o tema musical da Nona Sinfonia de Beethoven.
A família real belga esteve presente no recinto, neste caso os príncipes herdeiros príncipe Alberto e a princesa Paula.

### Cartões postais
Os cartões postais desta edição consistiu numa forma de arte que é património cultural da Bélgica: a banda desenhada.
| País          | Obra                                                     |
| ------------- | -------------------------------------------------------- |
| Noruega       | As Aventuras de Tintim (Hergé)                           |
| Israel        | Quim e Filipe (Hergé)                                    |
| Áustria       | O gato (Philippe Geluck)                                 |
| Islândia      | As Aventuras de Nero (Marc Sleen)                        |
| Bélgica       | Bollie e Billie (Jean Roba)                              |
| Suécia        | Bibi & Baba (Willy Vandersteen)                          |
| Itália        | Leonardo (Philippe Liégeois e Bob de Groot)              |
| Portugal      | Gaston Lagaffe (André Franquin)                          |
| Espanha       | Max (Bara)                                               |
| Turquia       | Yoko Tsuno (Roger Leloup)                                |
| Grécia        | Inspector Canardo (Benoît Sokal)                         |
| Países Baixos | Sambre (Bernard Hislaire)                                |
| Luxemburgo    | Silêncio (Didier Comès)                                  |
| Reino Unido   | Clifton (Philippe Liégeois e Bob de Groot)               |
| França        | Ric Hochet (Tibet e André-Paul Duchâteau)                |
| Alemanha      | Cubitus (Dupa)                                           |
| Chipre        | Lucky Luke (Morris)                                      |
| Finlândia     | Irmãos Dalton (Morris)                                   |
| Dinamarca     | Spirou e Fantásio (Franquin)                             |
| Irlanda       | Os Túnicas Azuis (Willy Lambil e Raoul Cauvin)           |
| Iugoslávia    | Os Estrumpfes (Peyo)                                     |
| Suíça         | As Cidades Obscuras (François Schuiten e Benoît Peeters) |

## Votação
Cada país tinha um júri composto por 11 elementos, que atribuiu 12, 10, 8, 7, 6, 5, 4, 3, 2, 1 pontos às dez canções mais votadas.
O supervisor executivo da EBU foi Frank Naef.
Durante a votação, a câmera fez vários close-ups dos artistas. Em particular, Johnny Logan e a banda Wind apareceram.
Esta foi a última edição em que apareceu um quadro de votação físico.

## Participações individuais
Predefinição:Participações Individuais ESC1987

## Participantes

Países participantes

| País          | Título original da Canção                | Artista                        | Processo                                                     | Data da Selecção        |
| País          | Tradução em Português                    | Idiomas de Interpretação       | Processo                                                     | Data da Selecção        |
| ------------- | ---------------------------------------- | ------------------------------ | ------------------------------------------------------------ | ----------------------- |
| Alemanha      | "Laß die Sonne in dein Herz"             | Wind                           | Ein lied für Brüssel 1987                                    | 26 de março de 1987     |
| Alemanha      | Deixa o sol entrar no teu coração        | Alemão                         | Ein lied für Brüssel 1987                                    | 26 de março de 1987     |
| Áustria       | "Nur noch Gefühl"                        | Gary Lux                       | Seleção interna                                              | -                       |
| Áustria       | Apenas sentimentos                       | Alemão                         | Seleção interna                                              | -                       |
| Bélgica       | "Soldiers of Love"                       | Liliane Saint-Pierre           | Eurosong 1987                                                | 14 de março de 1987     |
| Bélgica       | Soldados do amor                         | Holandês                       | Eurosong 1987                                                | 14 de março de 1987     |
| Chipre        | "Aspro-Mavro" (Άσπρο-μαύρο)              | Alexia                         | Seleção interna                                              | -                       |
| Chipre        | Branco-Preto                             | Grego                          | Seleção interna                                              | -                       |
| Dinamarca     | "En lille melodi"                        | Anne-Cathrine Herdorf & Bandjo | Dansk Melodi Grand-Prix 1987                                 | 28 de fevereiro de 1987 |
| Dinamarca     | Uma pequena melodia                      | Dinamarquês                    | Dansk Melodi Grand-Prix 1987                                 | 28 de fevereiro de 1987 |
| Espanha       | "No estás solo"                          | Patricia Kraus                 | Selecção Interna                                             | -                       |
| Espanha       | Tu não estás só                          | Castelhano                     | Selecção Interna                                             | -                       |
| Finlândia     | "Sata salamaa"                           | Vicky Rosti & Boulevard        | Euroviisut 1987                                              | 22 de fevereiro de 1987 |
| Finlândia     | Cem relâmpagos                           | Finlandês                      | Euroviisut 1987                                              | 22 de fevereiro de 1987 |
| França        | "Les mots d'amour n'ont pas de dimanche" | Christine Minier               | Sélection Française - Eurovision 1987                        | 4 de abril de 1987      |
| França        | As palavras de amor não têm domingo      | Francês                        | Sélection Française - Eurovision 1987                        | 4 de abril de 1987      |
| Grécia        | "Stop" (Στοπ)                            | Bang                           | Ellinikoú Telikoú tis Diagonismós Tragoudioú Eurovision 1987 | 16 de março de 1987     |
| Grécia        | Stop                                     | Grego                          | Ellinikoú Telikoú tis Diagonismós Tragoudioú Eurovision 1987 | 16 de março de 1987     |
| Irlanda       | "Hold Me Now"                            | Johnny Logan                   | National Song Contest 1987                                   | 8 de março de 1987      |
| Irlanda       | Abraça-me agora                          | Inglês                         | National Song Contest 1987                                   | 8 de março de 1987      |
| Islândia      | "Hægt og hljótt"                         | Halla Margrét                  | Íslenska Söngvakeppni Sjónvarpsins 1987                      | 23 de março de 1987     |
| Islândia      | Devagar e silenciosamente                | Islandês                       | Íslenska Söngvakeppni Sjónvarpsins 1987                      | 23 de março de 1987     |
| Israel        | "Shir habatlanim" (שיר הבטלנים)          | Lazy Bums                      | Kdam Eurovision 1987                                         | 1 de abril de 1987      |
| Israel        | A canção dos folgazões                   | Hebraico                       | Kdam Eurovision 1987                                         | 1 de abril de 1987      |
| Itália        | "Gente di mare"                          | Umberto Tozzi & Raf            | Seleção interna                                              | -                       |
| Itália        | Gente do mar                             | Italiano                       | Seleção interna                                              | -                       |
| Iugoslávia    | "Ja sam za ples"                         | Novi Fosili                    | Pjesma Eurovizije 1987                                       | 7 de março de 1987      |
| Iugoslávia    | Estou pronta para dançar                 | Servo-Croata                   | Pjesma Eurovizije 1987                                       | 7 de março de 1987      |
| Luxemburgo    | "Amour, Amour"                           | Plastic Bertrand               | Selecção Interna                                             | -                       |
| Luxemburgo    | Amor, Amor                               | Francês                        | Selecção Interna                                             | -                       |
| Noruega       | "Mitt liv"                               | Kate Gulbrandsen               | Melodi Grand-Prix 1987                                       | 28 de fevereiro de 1987 |
| Noruega       | Minha vida                               | Norueguês                      | Melodi Grand-Prix 1987                                       | 28 de fevereiro de 1987 |
| Países Baixos | "Rechtop in de wind"                     | Marcha                         | Nationaal Songfestival 1987                                  | 25 de março de 1987     |
| Países Baixos | Firme no vento                           | Holandês                       | Nationaal Songfestival 1987                                  | 25 de março de 1987     |
| Portugal      | "Neste barco à vela"                     | Nevada                         | Festival RTP da Canção 1987                                  | 7 de março de 1987      |
| Portugal      | Neste barco à vela                       | Português                      | Festival RTP da Canção 1987                                  | 7 de março de 1987      |
| Reino Unido   | "Only the Light"                         | Rikki                          | A song for Europe 1987                                       | 10 de abril de 1987     |
| Reino Unido   | Só a luz                                 | Inglês                         | A song for Europe 1987                                       | 10 de abril de 1987     |
| Suécia        | "Boogaloo"                               | Lotta Engberg                  | Melodifestivalen 1987                                        | 21 de fevereiro de 1987 |
| Suécia        | Boogaloo                                 | Sueco                          | Melodifestivalen 1987                                        | 21 de fevereiro de 1987 |
| Suíça         | "Moitié, moitié"                         | Carol Rich                     | Finale Svizzera 1987                                         | 31 de janeiro de 1987   |
| Suíça         | Metade, metade                           | Francês                        | Finale Svizzera 1987                                         | 31 de janeiro de 1987   |
| Turquia       | "Şarkım Sevgi Üstüne"                    | Seyyal Taner & Lokomotif       | Eurovision Şarkı Yarışması Türkiye Finali 1987               | 21 de fevereiro de 1987 |
| Turquia       | A minha canção é sobre o amor            | Turco                          | Eurovision Şarkı Yarışması Türkiye Finali 1987               | 21 de fevereiro de 1987 |

## Festival
| #   | País          | Idioma       | Artista                        | Canção                                   | Lugar | Pontuação |
| --- | ------------- | ------------ | ------------------------------ | ---------------------------------------- | ----- | --------- |
| 1º  | Noruega       | Norueguês    | Kate Gulbrandsen               | "Mitt liv"                               | 9º    | 65        |
| 2º  | Israel        | Hebraico     | Lazy Bums                      | "Shir habatlanim" (שיר הבטלנים)          | 8º    | 73        |
| 3º  | Áustria       | Alemão       | Gary Lux                       | "Nur noch Gefühl"                        | 20º   | 8         |
| 4º  | Islândia      | Islandês     | Halla Margrét                  | "Hægt og hljótt"                         | 16º   | 28        |
| 5º  | Bélgica       | Holandês     | Liliane Saint-Pierre           | "Soldiers of Love"                       | 11º   | 56        |
| 6º  | Suécia        | Sueco        | Lotta Engberg                  | "Boogaloo"                               | 12º   | 50        |
| 7º  | Itália        | Italiano     | Umberto Tozzi & Raf            | "Gente di mare"                          | 3º    | 103       |
| 8º  | Portugal      | Português    | Nevada                         | "Neste barco à vela"                     | 18º   | 15        |
| 9º  | Espanha       | Castelhano   | Patricia Kraus                 | "No estás solo"                          | 19º   | 10        |
| 10º | Turquia       | Turco        | Seyyal Taner & Lokomotif       | "Şarkım Sevgi Üstüne"                    | 22º   | 0         |
| 11º | Grécia        | Grego        | Bang                           | "Stop" (Στοπ)                            | 10º   | 64        |
| 12º | Países Baixos | Holandês     | Marcha                         | "Rechtop in de wind"                     | 5º    | 83        |
| 13º | Luxemburgo    | Francês      | Plastic Bertrand               | "Amour, Amour"                           | 21º   | 4         |
| 14º | Reino Unido   | Inglês       | Rikki                          | "Only the Light"                         | 13º   | 47        |
| 15º | França        | Francês      | Christine Minier               | "Les mots d'amour n'ont pas de dimanche" | 14º   | 44        |
| 16º | Alemanha      | Alemão       | Wind                           | "Laß die Sonne in dein Herz"             | 2º    | 141       |
| 17º | Chipre        | Grego        | Alexia                         | "Aspro-Mavro" (Άσπρο-μαύρο)              | 7º    | 80        |
| 18º | Finlândia     | Finlandês    | Vicky Rosti & Boulevard        | "Sata salamaa"                           | 15º   | 32        |
| 19º | Dinamarca     | Dinamarquês  | Anne-Cathrine Herdorf & Bandjo | "En lille melodi"                        | 5º    | 83        |
| 20º | Irlanda       | Inglês       | Johnny Logan                   | "Hold Me Now"                            | 1º    | 172       |
| 21º | Iugoslávia    | Servo-Croata | Novi Fosili                    | "Ja sam za ples"                         | 4º    | 92        |
| 22º | Suíça         | Francês      | Carol Rich                     | "Moitié, moitié"                         | 17º   | 26        |

### Resultados
A ordem de votação no Festival Eurovisão da Canção 1987, foi a seguinte:

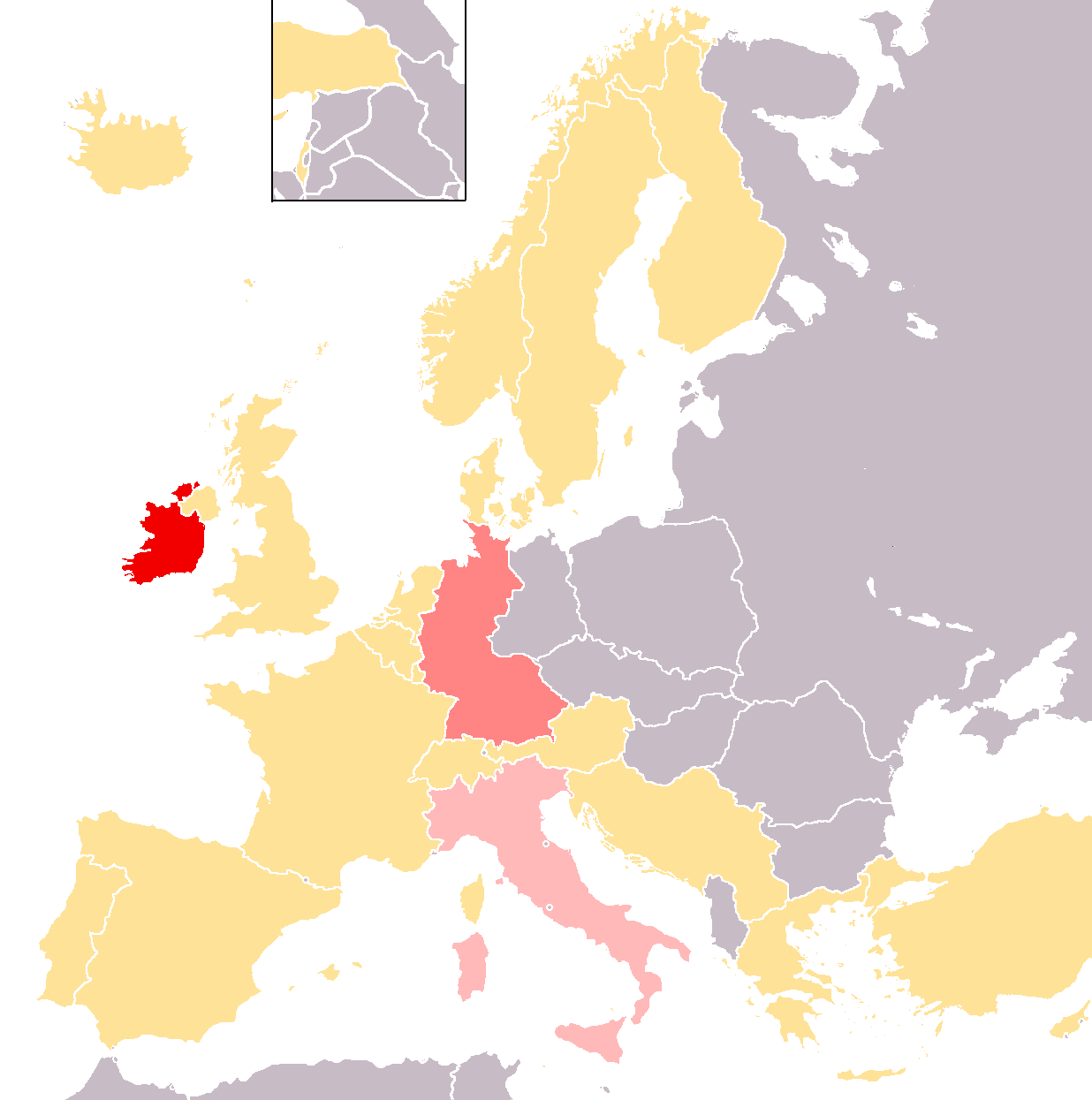
Vencedor
2º classificado
3º classificado

| Países Votantes | Países Pontuados | Países Pontuados | Países Pontuados | Países Pontuados | Países Pontuados | Países Pontuados | Países Pontuados | Países Pontuados | Países Pontuados | Países Pontuados | Países Pontuados | Países Pontuados | Países Pontuados | Países Pontuados | Países Pontuados | Países Pontuados | Países Pontuados | Países Pontuados | Países Pontuados | Países Pontuados     | Países Pontuados                              | Países Pontuados |
| --------------- | ---------------- | ---------------- | ---------------- | ---------------- | ---------------- | ---------------- | ---------------- | ---------------- | ---------------- | ---------------- | ---------------- | ---------------- | ---------------- | ---------------- | ---------------- | ---------------- | ---------------- | ---------------- | ---------------- | -------------------- | --------------------------------------------- | ---------------- |
| Países Votantes | Noruega          | Israel           | Áustria          | Islândia         | Bélgica          | Suécia           | Itália           | Portugal         | Espanha          | Turquia          | Grécia           | Países Baixos    | Luxemburgo       | Reino Unido      | França           | Alemanha         | Chipre           | Finlândia        | Dinamarca        | República da Irlanda | República Socialista Federativa da Iugoslávia | Suíça            |
| Noruega         |                  | 2                |                  | 4                | 5                |                  |                  |                  |                  |                  |                  |                  |                  |                  | 1                | 3                | 6                | 10               | 7                | 8                    | 12                                            |                  |
| Israel          |                  |                  |                  |                  | 2                | 12               | 3                |                  |                  |                  |                  | 5                |                  | 10               |                  | 8                |                  |                  | 6                | 4                    | 7                                             | 1                |
| Áustria         | 4                | 1                |                  |                  | 3                |                  | 6                |                  |                  |                  |                  | 2                |                  | 5                |                  | 10               |                  |                  | 7                | 12                   | 8                                             |                  |
| Islândia        |                  | 5                |                  |                  |                  | 8                | 3                |                  |                  |                  | 1                |                  |                  |                  | 4                | 12               | 6                |                  | 7                |                      | 10                                            | 2                |
| Bélgica         | 7                | 6                |                  | 4                |                  | 1                | 5                |                  |                  |                  | 2                |                  |                  | 3                |                  | 10               |                  |                  |                  | 12                   | 8                                             |                  |
| Suécia          | 10               | 4                |                  |                  |                  |                  | 1                |                  |                  |                  | 6                |                  |                  | 5                |                  | 7                | 2                | 3                | 8                | 12                   |                                               |                  |
| Itália          | 7                |                  | 1                |                  | 6                | 3                |                  |                  |                  |                  | 8                | 10               |                  |                  | 5                | 4                |                  |                  | 2                | 12                   |                                               |                  |
| Portugal        |                  | 10               |                  |                  |                  | 7                | 12               |                  |                  |                  |                  |                  | 2                | 3                |                  | 5                |                  | 4                | 1                | 8                    | 6                                             |                  |
| Espanha         | 3                |                  |                  | 4                | 7                |                  | 12               | 8                |                  |                  |                  | 5                |                  |                  |                  | 1                |                  | 2                |                  | 10                   | 6                                             |                  |
| Turquia         |                  |                  |                  |                  | 4                | 2                | 8                |                  |                  |                  |                  | 7                |                  | 3                |                  | 6                |                  |                  | 1                | 10                   | 12                                            | 5                |
| Grécia          |                  |                  | 7                | 6                |                  |                  |                  | 5                | 10               |                  |                  | 3                |                  |                  | 4                |                  | 12               | 1                | 8                |                      | 2                                             |                  |
| Países Baixos   | 4                | 3                |                  |                  |                  |                  |                  |                  |                  |                  | 5                |                  |                  |                  | 1                | 10               | 2                | 8                | 6                | 12                   |                                               | 7                |
| Luxemburgo      |                  |                  |                  |                  | 5                |                  | 4                |                  |                  |                  | 7                | 8                |                  | 1                | 12               | 6                |                  | 2                |                  | 10                   |                                               | 3                |
| Reino Unido     |                  | 4                |                  |                  | 8                |                  | 1                |                  |                  |                  | 5                | 3                | 2                |                  |                  | 10               | 6                |                  | 7                | 12                   |                                               |                  |
| França          | 4                | 10               |                  |                  |                  | 3                |                  |                  |                  |                  | 7                | 12               |                  |                  |                  | 6                | 5                |                  | 8                | 1                    | 2                                             |                  |
| Alemanha        | 7                | 8                |                  | 10               | 4                |                  | 12               | 2                |                  |                  |                  |                  |                  |                  | 5                |                  | 3                | 1                |                  | 6                    |                                               |                  |
| Chipre          | 3                |                  |                  |                  | 5                | 7                | 1                |                  |                  |                  | 12               |                  |                  | 2                |                  | 6                |                  |                  |                  | 8                    | 10                                            | 4                |
| Finlândia       | 5                | 7                |                  |                  | 3                |                  | 4                |                  |                  |                  |                  | 2                |                  | 1                |                  | 10               | 6                |                  | 8                | 12                   |                                               |                  |
| Dinamarca       | 3                |                  |                  |                  |                  | 7                |                  |                  |                  |                  | 6                | 2                |                  | 4                |                  | 12               | 10               |                  |                  | 5                    | 8                                             | 1                |
| Irlanda         | 2                | 5                |                  |                  |                  |                  | 12               |                  |                  |                  |                  | 6                |                  | 3                | 10               | 7                | 8                |                  | 4                |                      | 1                                             |                  |
| Iugoslávia      |                  |                  |                  |                  | 4                |                  | 12               |                  |                  |                  | 5                | 8                |                  | 2                |                  | 7                | 10               | 1                |                  | 6                    |                                               | 3                |
| Suíça           | 6                | 8                |                  |                  |                  |                  | 7                |                  |                  |                  |                  | 10               |                  | 5                | 2                | 1                | 4                |                  | 3                | 12                   |                                               |                  |
| Total           | 65               | 73               | 8                | 28               | 56               | 50               | 103              | 15               | 10               | 0                | 64               | 83               | 4                | 47               | 44               | 141              | 80               | 32               | 83               | 172                  | 92                                            | 26               |
| Lugar           | 9º               | 8º               | 20º              | 16º              | 11º              | 12º              | 3º               | 18º              | 19º              | 22º              | 10º              | 5º               | 21º              | 13º              | 14º              | 2º               | 7º               | 15º              | 5º               | 1º                   | 4º                                            | 17º              |
| Países Votantes | Noruega          | Israel           | Áustria          | Islândia         | Bélgica          | Suécia           | Itália           | Portugal         | Espanha          | Turquia          | Grécia           | Países Baixos    | Luxemburgo       | Reino Unido      | França           | Alemanha         | Chipre           | Finlândia        | Dinamarca        | República da Irlanda | República Socialista Federativa da Iugoslávia | Suíça            |
| Países Votantes | Países Pontuados |                  |                  |                  |                  |                  |                  |                  |                  |                  |                  |                  |                  |                  |                  |                  |                  |                  |                  |                      |                                               |                  |

| Países Votantes | Países Pontuados | Países Pontuados | Países Pontuados | Países Pontuados | Países Pontuados | Países Pontuados | Países Pontuados | Países Pontuados | Países Pontuados | Países Pontuados | Países Pontuados | Países Pontuados | Países Pontuados | Países Pontuados | Países Pontuados | Países Pontuados | Países Pontuados | Países Pontuados | Países Pontuados | Países Pontuados     | Países Pontuados                              | Países Pontuados |
| --------------- | ---------------- | ---------------- | ---------------- | ---------------- | ---------------- | ---------------- | ---------------- | ---------------- | ---------------- | ---------------- | ---------------- | ---------------- | ---------------- | ---------------- | ---------------- | ---------------- | ---------------- | ---------------- | ---------------- | -------------------- | --------------------------------------------- | ---------------- |
| Países Votantes | Noruega          | Israel           | Áustria          | Islândia         | Bélgica          | Suécia           | Itália           | Portugal         | Espanha          | Turquia          | Grécia           | Países Baixos    | Luxemburgo       | Reino Unido      | França           | Alemanha         | Chipre           | Finlândia        | Dinamarca        | República da Irlanda | República Socialista Federativa da Iugoslávia | Suíça            |
| Noruega         | 0                | 2                | 0                | 4                | 5                | 0                | 0                | 0                | 0                | 0                | 0                | 0                | 0                | 0                | 1                | 3                | 6                | 10               | 7                | 8                    | 12                                            | 0                |
| Israel          | 0                | 2                | 0                | 4                | 7                | 12               | 3                | 0                | 0                | 0                | 0                | 5                | 0                | 10               | 1                | 11               | 6                | 10               | 13               | 12                   | 19                                            | 1                |
| Áustria         | 4                | 3                | 0                | 4                | 10               | 12               | 9                | 0                | 0                | 0                | 0                | 7                | 0                | 15               | 1                | 21               | 6                | 10               | 20               | 24                   | 27                                            | 1                |
| Islândia        | 4                | 8                | 0                | 4                | 10               | 20               | 12               | 0                | 0                | 0                | 1                | 7                | 0                | 15               | 5                | 33               | 12               | 10               | 27               | 24                   | 37                                            | 3                |
| Bélgica         | 11               | 14               | 0                | 8                | 10               | 21               | 17               | 0                | 0                | 0                | 3                | 7                | 0                | 18               | 5                | 43               | 12               | 10               | 27               | 36                   | 45                                            | 3                |
| Suécia          | 21               | 18               | 0                | 8                | 10               | 21               | 18               | 0                | 0                | 0                | 9                | 7                | 0                | 23               | 5                | 50               | 14               | 13               | 35               | 48                   | 45                                            | 3                |
| Itália          | 28               | 18               | 1                | 8                | 16               | 24               |                  | 0                | 0                | 0                | 17               | 17               | 0                | 23               | 10               | 54               | 14               | 13               | 37               | 60                   | 45                                            | 3                |
| Portugal        | 28               | 28               | 1                | 8                | 16               | 31               | 30               | 0                | 0                | 0                | 17               | 17               | 2                | 26               | 10               | 59               | 14               | 17               | 38               | 68                   | 51                                            | 3                |
| Espanha         | 31               | 28               | 1                | 12               | 23               | 31               | 42               | 8                | 0                | 0                | 17               | 22               | 2                | 26               | 10               | 60               | 14               | 19               | 38               | 78                   | 57                                            | 3                |
| Turquia         | 31               | 28               | 1                | 12               | 27               | 33               | 50               | 8                | 0                | 0                | 17               | 29               | 2                | 29               | 10               | 66               | 14               | 19               | 39               | 88                   | 69                                            | 8                |
| Grécia          | 31               | 28               | 8                | 18               | 27               | 33               | 50               | 13               | 10               | 0                | 17               | 32               | 2                | 29               | 14               | 66               | 26               | 20               | 47               | 88                   | 71                                            | 8                |
| Países Baixos   | 35               | 31               | 8                | 18               | 27               | 33               | 50               | 13               | 10               | 0                | 22               | 32               | 2                | 29               | 15               | 76               | 28               | 28               | 53               | 100                  | 71                                            | 15               |
| Luxemburgo      | 35               | 31               | 8                | 18               | 32               | 33               | 54               | 13               | 10               | 0                | 29               | 40               | 2                | 30               | 27               | 82               | 28               | 30               | 53               | 110                  | 71                                            | 18               |
| Reino Unido     | 35               | 35               | 8                | 18               | 40               | 33               | 55               | 13               | 10               | 0                | 34               | 43               | 4                | 30               | 27               | 92               | 34               | 30               | 60               | 122                  | 71                                            | 18               |
| França          | 39               | 45               | 8                | 18               | 40               | 36               | 55               | 13               | 10               | 0                | 41               | 55               | 4                | 30               | 27               | 98               | 39               | 30               | 68               | 123                  | 73                                            | 18               |
| Alemanha        | 46               | 53               | 8                | 28               | 44               | 36               | 67               | 15               | 10               | 0                | 41               | 55               | 4                | 30               | 32               | 98               | 42               | 31               | 68               | 129                  | 73                                            | 18               |
| Chipre          | 49               | 53               | 8                | 28               | 49               | 43               | 68               | 15               | 10               | 0                | 53               | 55               | 4                | 32               | 32               | 104              | 42               | 31               | 68               | 137                  | 83                                            | 22               |
| Finlândia       | 54               | 60               | 8                | 28               | 52               | 43               | 72               | 15               | 10               | 0                | 53               | 57               | 4                | 33               | 32               | 114              | 48               | 31               | 76               | 149                  | 83                                            | 22               |
| Dinamarca       | 57               | 60               | 8                | 28               | 52               | 50               | 72               | 15               | 10               | 0                | 59               | 59               | 4                | 37               | 32               | 126              | 58               | 31               | 76               | 154                  | 91                                            | 23               |
| Irlanda         | 59               | 65               | 8                | 28               | 52               | 50               | 84               | 15               | 10               | 0                | 59               | 65               | 4                | 40               | 42               | 133              | 66               | 31               | 80               | 154                  | 92                                            | 23               |
| Iugoslávia      | 59               | 65               | 8                | 28               | 56               | 50               | 96               | 15               | 10               | 0                | 64               | 73               | 4                | 42               | 42               | 140              | 76               | 32               | 80               | 160                  | 92                                            | 26               |
| Suíça           | 65               | 73               | 8                | 28               | 56               | 50               | 103              | 15               | 10               | 0                | 64               | 83               | 4                | 47               | 44               | 141              | 80               | 32               | 83               | 172                  | 92                                            | 26               |
| Lugar           | 9º               | 8º               | 20º              | 16º              | 11º              | 12º              | 3º               | 18º              | 19º              | 22º              | 10º              | 5º               | 21º              | 13º              | 14º              | 2º               | 7º               | 15º              | 5º               | 1º                   | 4º                                            | 17º              |
| Países Votantes | Noruega          | Israel           | Áustria          | Islândia         | Bélgica          | Suécia           | Itália           | Portugal         | Espanha          | Turquia          | Grécia           | Países Baixos    | Luxemburgo       | Reino Unido      | França           | Alemanha         | Chipre           | Finlândia        | Dinamarca        | República da Irlanda | República Socialista Federativa da Iugoslávia | Suíça            |
| Países Votantes | Países Pontuados |                  |                  |                  |                  |                  |                  |                  |                  |                  |                  |                  |                  |                  |                  |                  |                  |                  |                  |                      |                                               |                  |

#### 12 pontos
Os países que receberam 12 pontos foram os seguintes:
| # | Países Pontuados | Países Votantes                                                                |
| - | ---------------- | ------------------------------------------------------------------------------ |
| 8 | Irlanda          | Áustria, Bélgica, Finlândia, Itália, Países Baixos, Reino Unido, Suécia, Suíça |
| 5 | Itália           | Alemanha, Espanha, Irlanda, Jugoslávia, Portugal                               |
| 2 | Alemanha         | Dinamarca, Islândia                                                            |
| 2 | Iugoslávia       | Noruega, Turquia                                                               |
| 1 | Chipre           | Grécia                                                                         |
| 1 | França           | Luxemburgo                                                                     |
| 1 | Grécia           | Chipre                                                                         |
| 1 | Países Baixos    | França                                                                         |
| 1 | Suécia           | Israel                                                                         |

### Maestros
Em baixo encontra-se a lista de maestros que conduziram a orquestra, na respectiva actuação de cada país concorrente. 
| País              | Maestro               |
| ----------------- | --------------------- |
| Noruega           | Terje Fjærn           |
| Israel            | Kobi Oshrat           |
| Áustria           | Richard Österreicher  |
| Islândia          | Hjálmar H. Ragnarsson |
| Bélgica           | Freddy Sunder         |
| Suécia            | Curt-Eric Holmquist   |
| Itália            | Gianfranco Lombardi   |
| Portugal          | Jaime Oliveira        |
| Espanha           | Eduardo Leyva         |
| Turquia           | Garo Mafyan           |
| Grécia            | Yiorgos Niarchos      |
| Países Baixos     | Rogier van Otterloo   |
| Luxemburgo        | Alec Mansion          |
| Reino Unido       | Ronnie Hazlehurst     |
| França            | Jean-Claude Petit     |
| Alemanha          | Laszlo Bencker        |
| Chipre            | Jo Carlier            |
| Finlândia         | Ossi Runne            |
| Dinamarca         | Henrik Krogsgaard     |
| Irlanda           | Noel Kelehan          |
| Iugoslávia        | Nikica Kalogjera      |
| Suíça             | Nenhum                |
| Maestro anfitrião | Jo Carlier            |

## Artistas repetentes
Em 1987, os repetentes foram:
| País (1987) | Foto                                           | Artista      | Ano Anterior                      | País Representado    | Canção                | Tradução       | Pontuação | Classificação |
| ----------- | ---------------------------------------------- | ------------ | --------------------------------- | -------------------- | --------------------- | -------------- | --------- | ------------- |
| Áustria     |                                                | Gary Lux     | ESC 1983 (como parte dos Westend) | Áustria              | "Hurricane"           | Furacão        | 53        | 9º            |
| Áustria     | ESC 1984 (como parte do coro de Anita Spanner) | Gary Lux     | Áustria                           | "Einfach weg"        | Simplesmente Ausente  | 5              | 19º       |               |
| Áustria     | ESC 1985                                       | Gary Lux     | Áustria                           | "Kinder dieser Welt" | Crianças deste mundo  | 60             | 8º        |               |
| Chipre      |                                                | Alexia       | ESC 1981 (como parte dos Island)  | Chipre               | "Monika "             | Monika         | 69        | 6º            |
| Alemanha    |                                                | Wind         | ESC 1985                          | Alemanha             | "Für alle"            | Para todos     | 105       | 2º            |
| Irlanda     |                                                | Johnny Logan | ESC 1980                          | Irlanda              | "What's Another Year" | Mais outro ano | 143       | 1º            |